# أخيل كومار
أخيل كومار (مواليد 27 مارس 1981) هو ملاكم هندي، مثّل بلاده في دورتي الألعاب الأولمبية الصيفية 2004 و2008.

## وصلات خارجية
أخيل كومار على موقع اللجنة الأولمبية الدولية (الإنجليزية)
- أخيل كومار على موقع أوليمبيديا (الإنجليزية)
- أخيل كومار على موقع اتحاد ألعاب الكومنولث (مؤرشف) (الإنجليزية)